# Rieder-Formen
Als Rieder-Formen (engl.: Rieder's cells) bezeichnet man bestimmte atypische Lymphozyten, die bei bestimmten Leukämie-Erkrankungen auftreten. Sie wurden nach dem Internisten und Radiologen Hermann Rieder benannt.

## Morphologie
Rieder-Formen sind atypische Lymphozyten mit hufeisenförmigen oder auch zweigeteilten Zellkernen und relativ breitem Zytoplasma. Durch die Zellkerneinbuchtungen sehen sie den Monozyten ähnlich. Man findet sie vor allem bei Sonderformen der chronischen lymphatischen Leukämie. Passager treten Rieder-Formen auch bei Tuberkuloseerkrankungen und Salmonelleninfektionen sowie vereinzelt auch bei Gesunden auf.